# Phoebe Nahanni
Phoebe Rose Nahanni, née le 17 janvier 1947 dans les Territoires du Nord-Ouest du Canada et morte le 14 mai 2001 à Almonte, est une géographe et cartographe slavey-dénés. Elle serait la première femme Slavey-Dénés à obtenir une maîtrise. Elle joue un rôle central dans le projet de cartographie de la nation dénés, ce qui permit de dresser une carte sur la manière dont la nation Dénés utilisait activement environ 450 000 mille carré de terre (soit 1 165 494 km2). Ce travail est repris dans la recommandation de l'enquête sur le pipeline de la vallée du Mackenzie pour devenir un des facteurs retenu contre la construction de pipelines dans la vallée du fleuve Mackenzie. Phoebe Nahanni est également active dans l'étude des sciences sociales des communautés arctiques et subarctiques.

## Biographie
Phoebe Nahanni nait le 17 janvier 1947 près de la rivière Jean Marie dans les Territoires du Nord-Ouest. Elle fait ses études à l'Université Western Ontario, ce qui fait d'elle l'une des premières personnes dénés à fréquenter l'université. Elle obtient son diplôme de géographie en 1972. La géographie est un sujet d'étude particulièrement pertinent en raison des différends actifs sur les revendications territoriales que les Dénés subissaient . Alors qu'elle est étudiante de premier cycle, Phoebe Nahanni joue un rôle de premier plan dans une expérience de formation à distance afin de rendre l'enseignement supérieur plus accessible dans le Nord. Phoebe Nahanni et un groupe d'étudiants travaillent avec des membres du département d'informatique de l'Université Western Ontario afin d'expérimenter le développement d'un réseau de communication par ondes hertziennes afin de créer une « université volante » accessible depuis l'Arctique. L'historienne Amanda Graham attribue à Phoebe Nahanni le mérite d'avoir incité les universitaires à se lancer dans ce projet lors d'un séminaire universitaire en 1969.

## Travaux
Après ses études de géographie, Phoebe Nahanni travaille sur la cartographie de la nation Dénés. L'objectif de ce projet est de documenter l'activité étendue du peuple Dénés sur les terres qu'ils habitaient, de créer un dossier complet de l'utilisation historique et contemporaine de la terre par les Dénés, en mettant particulièrement l'accent sur l'utilisation de cette information dans les négociations sur les terres. Phoebe Nahanni est l'une des premières signataires de la Déclaration d'autodétermination des Dénés. Elle dirige une équipe de 20 chercheurs et chercheuses Dénés pour interviewer 546 personnes sur leurs pratiques sur le territoire. Ces informations sont utilisées dans l'enquête sur le pipeline de la vallée du Mackenzie pour déterminer si un pipeline devrait être construit ou non dans la vallée du fleuve Mackenzie. Nahanni utilise les centaines d'entrevues et les cartes détaillées que son équipe a produites pour affirmer que les Dénés possédaient et comptaient activement sur 450 000 milles carrés de terres, terres sur lesquelles le pipeline proposé empiéterait et causerait des dommages.
Nahanni reprend des études en 1985 et, en 1992, elle obtient une maîtrise en géographie de l'Université McGill. Son mémoire s'intitule Les femmes Dénés dans l'économie traditionnelle et moderne du Nord à Denendeh, Territoires du Nord-Ouest, Canada. Ce diplôme fait sans doute de Phoebe Nahanni la première femme Slavey-Dénés à obtenir une maîtrise. Elle continue ses recherches et à publier ses travaux en lien avec la communauté des chercheurs et chercheuses en sciences sociales qui étudient les régions arctiques et subarctiques. Elle contribue par exemple à un chapitre de Gossip: A Spoken History of Women in the North. Elle est co-autrice du livre Social Sciences in the North. Elle est également intervenue fréquemment lors de conférences universitaires, comme à la conférence The Man in the North sur le développement communautaire à Inuvik en 1970. Phoebe Nahanni est également la première conférencière invitée au premier Congrès international des sciences sociales de l'Arctique, à l' Université Laval en 1992.

## Engagement
Phoebe Nahanni est la première directrice de recherche de The Indian Brotherhood, une organisation basée dans les Territoires du Nord-Ouest. Elle est également directrice de l'Original Peoples Library Association.

## Mort
Phoebe Nahanni meurt à Almonte, en Ontario le 14 mai 2001,, bien que son lieu de décès soit également mentionné à Montréal.

## Hommage
Après la mort de Phoebe Nahanni, les Premières Nations Deh Cho mettent en place la bourse commémorative Phoebe Nahanni. Depuis 2020, elle offre un financement de 12 000 $ par an aux « personnes descendant des peuples Dehcho Dénés poursuivant un doctorat, une maîtrise ou un diplôme de premier cycle en sciences naturelles, en droit ou en sciences politiques »,.

## Œuvre
- Mary Crnkovich et Canadian Arctic Resources Committee, "Gossip" : a spoken history of women in the North, Canadian Arctic Resources Committee, 1990 (ISBN 0-919996-44-2 et 978-0-919996-44-1, OCLC 23147671, lire en ligne)
- Peter Ernerk, Ludger Müller-Wille, International Arctic Social Sciences Association et Université Laval. Groupe d'études inuit et circumpolaires, Social sciences in the North, International Arctic Social Sciences Association, 1993 (ISBN 2-921438-01-1 et 978-2-921438-01-8, OCLC 28667339, lire en ligne)